# Bullis buto
The Baby Royal, Bullis buto là một loài thuộc họ Lycaenidae hay bướm ngày xanh, được tìm thấy ở châu Á.

## Hình ảnh

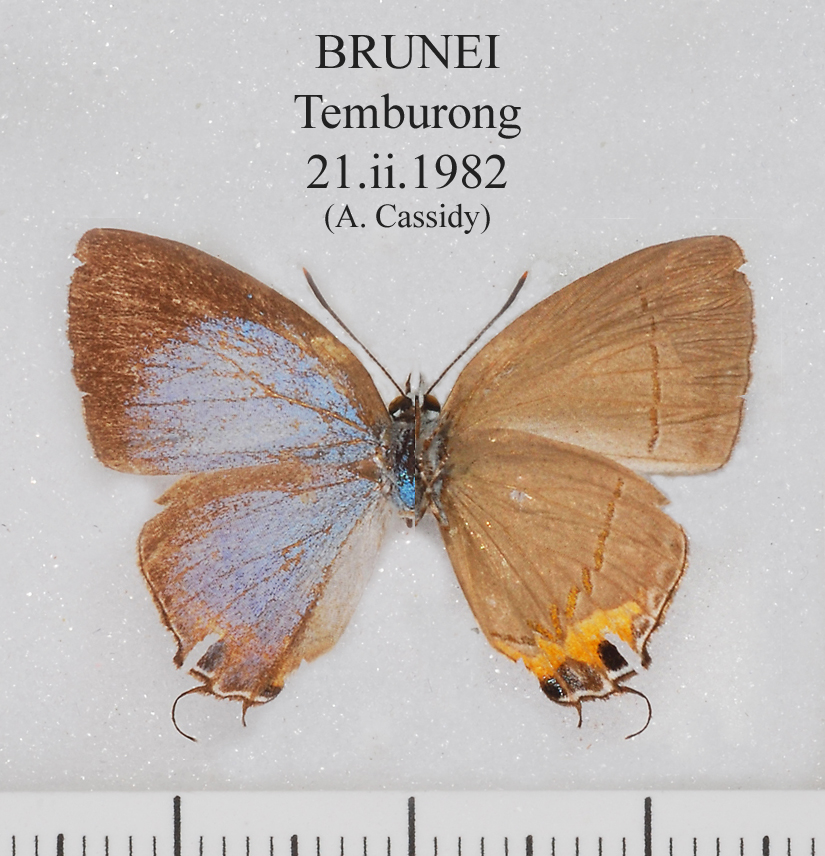